# Edmond Dame
Edmond Dame (4. november 1893 i Rouvroy – 31. august 1956 i Paris) var en fransk bryder som deltog i de olympiske lege 1920 i Antwerpen, 1924 i Paris og 1928 i Amsterdam.
Dame vandt en bronzemedalje i brydning under OL 1928 i Amsterdam. Han kom på en tredje plads i vægtklassen sværvægt, i disciplinen fristil bagefter Johan Richthoff fra Sverige og Aukusti Sihvola fra Finland. Der var seks vægtklasser i græsk-romersk stil og syv i fristil.